# The Ozzman Cometh Tour
The Ozzman Cometh Tour es el nombre de una gira de conciertos realizada por la banda Ozzy Osbourne. Fue una gira corta con presentaciones en Japón, Australia y Nueva Zelanda en promoción del álbum recopilatorio The Ozzman Cometh.

## Personal
- Ozzy Osbourne — Voz
- Zakk Wylde – Guitarra
- Mike Inez – Bajo
- Randy Castillo – Batería
- John Sinclair – Teclados

## Setlist

### Canciones tocadas
1. "Bark at the Moon"
2. "Desire"
3. "Flying High Again"
4. "I Just Want You"
5. "I Don't Want to Change the World"
6. "War Pigs"
7. "No More Tears"
8. "Over the Mountain"
9. "Goodbye to Romance"
10. "Suicide Solution"
11. "Iron Man"
12. "Sweet Leaf"
13. "Into the Void"
14. "Children of the Grave"
15. "Mr Crowley"
16. "Road to Nowhere"
17. "Crazy Train"
18. "Paranoid"
19. "Mama, I'm Coming Home"
20. "I Don't Know"
21. "Perry Mason"

### Setlist típico
1. "Bark at the Moon"
2. "Flying High Again"
3. "I Just Want You"
4. "I Don't Want to Change the World"
5. "War Pigs"
6. "No More Tears"
7. "Goodbye to Romance"
8. "Suicide Solution"
9. "Iron Man"
10. "Sweet Leaf"
11. "Into the Void"
12. "Children of the Grave"
13. "Mr Crowley"
14. "Road to Nowhere"
15. "Crazy Train"
16. "Paranoid"
17. "Mama, I'm Coming Home"
18. "I Don't Know"

## Fechas
| Fecha                 | Ciudad    | País          | Escenario                   |
| Oceanía               | Oceanía   | Oceanía       | Oceanía                     |
| --------------------- | --------- | ------------- | --------------------------- |
| 12 de febrero de 1998 | Auckland  | Nueva Zelanda | Logan Campbell Centre Arena |
| 14 de febrero de 1998 | Brisbane  | Australia     | Brisbane Festival Hall      |
| 16 de febrero de 1998 | Sídney    | Australia     | Sydney Entertainment Centre |
| 18 de febrero de 1998 | Adelaide  | Australia     | Thebarton Theatre           |
| 20 de febrero de 1998 | Melbourne | Australia     | Festival Hall               |
| Asia                  |           |               |                             |
| 24 de febrero de 1998 | Fukuoka   | Japón         | Fukuoka Sunpalace           |
| 26 de febrero de 1998 | Nagoya    | Japón         | Aichi Kōsei Nenkin Kaikan   |
| 28 de febrero de 1998 | Osaka     | Japón         | Orix Theater                |
| 1 de marzo de 1998    | Osaka     | Japón         | Orix Theater                |
| 4 de marzo de 1998    | Yokohama  | Japón         | Kanagawa Prefectural Hall   |
| 5 de marzo de 1998    | Tokio     | Japón         | Nippon Budokan              |